# Musée juif de Francfort-sur-le-Main

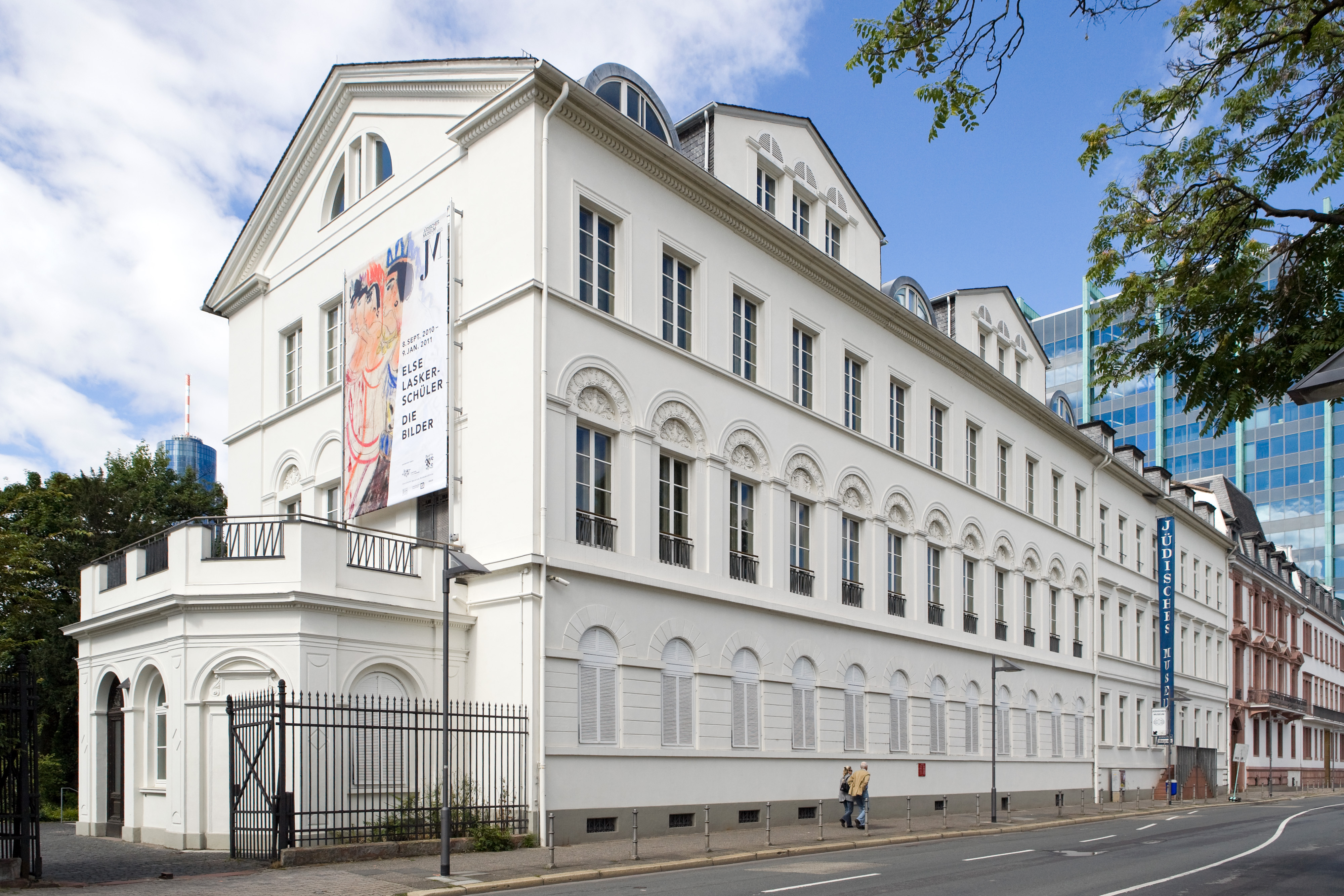
Musée juif de Francfort-sur-le-Main

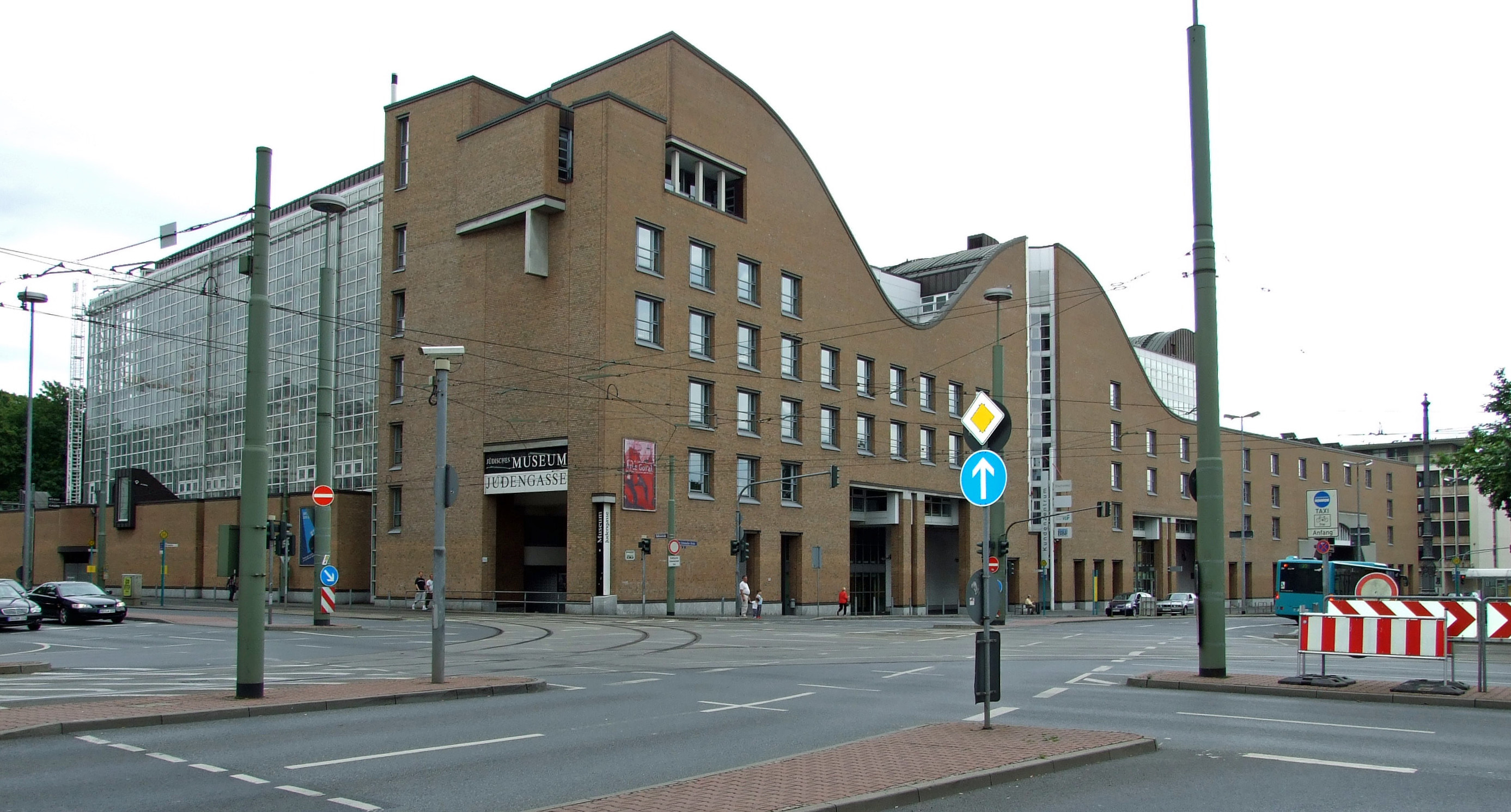
Musée Judengasse

Le Musée juif de Francfort-sur-le-Main est situé dans la Hesse, en Allemagne. C'est le premier Musée juif autonome de la République fédérale d’Allemagne. Il a été inauguré le 9 novembre 1988 par le chancelier fédéral Helmut Kohl à l'occasion du 50e anniversaire de la Nuit de Cristal. 
En présentant ses collections, en sauvegardant et en transmettant son savoir, le Musée juif témoigne de 900 ans d’histoire et de culture juive de la ville de Francfort vus sous une perspective européenne. Il comprend une exposition permanente sur deux sites: le Musée de la Judengasse (ruelle des juifs) dans la Battonnstraße 47 dont les thèmes sont l’histoire et la culture des juifs à Francfort aux temps modernes. Le Musée juif de Francfort situé dans le Palais Rothschild au 14/15 du Untermainkai présente l’histoire et la culture juive à compter de 1800. Il est fermé depuis le 20 juillet 2015 pour cause de rénovation et d’agrandissement. Sa réouverture est prévue pour 2019.
La collection met l’accent sur les domaines de la culture cérémoniale et les beaux-arts. Un autre thème central du musée est l'histoire de la famille Rothschild et de la famille d’Anne Frank ; celles-ci font également part de la presentation dans la nouvelle exposition permanente. L'archive Ludwig-Meidner rassemble la succession artistique de Ludwig Meidner, Henry Gowa, Kurt Levy et autres. La collection d'objets d'arts comprend des œuvres majeures du XIXe siècle comme Eduard Bendemann et Moritz-Daniel Oppenheim et une série d'autres artistes de l'avant-guerre. Une grande bibliothèque ainsi qu’une collection de documents et de photographies sur l’histoire et la culture allemande et juive.

## Histoire
Un musée des antiquités juives existait déjà à Francfort avant la création du musée actuel. L’exposition inaugurée en 1922 fut la première en son genre en Allemagne; elle présentait principalement des objets de culte juif. En 1938, le musée fut détruit par les Nazis. Peu nombreux sont les objets à avoir été conservés à Francfort. 
Après la Seconde Guerre mondiale, des anciens citoyens juifs de la ville de Francfort qui avaient émigré à Londres, initièrent la création d’une commission de recherche sur l’histoire des juifs de Francfort. Plus tard, le projet de fondation d’un musée juif fut mis en œuvre. Le Musée ouvrit ses portes en 1988 dans l’ancienne maison de la famille Rothschild sur les bords du Main. Le bâtiment sera soumis à une rénovation complète de 2015 à 2018 et enrichi d’une nouvelle construction. 
En 1987, on découvrit les fondations de 19 maisons dans la Judengasse lors de travaux pour la construction d’un bâtiment administratif. La Judengasse (Ruelle des juifs) de Francfort fut le premier ghetto juif en Europe. Fondé en 1460, il se développa en un des plus importants centres culturels du judaïsme en Europe. Les découvertes archéologiques ouvrirent le débat sur la question du traitement des témoignages de l’histoire juive de Francfort. Le conflit déboucha sur un compromis : cinq des fondations des maisons dégagées furent enlevées et réinstallées dans la cave du bâtiment administratif. En 1992, le Musée de la Judengasse ouvrit ses portes dans ces ruines. En 2016, le Musée a ouvert à nouveau ses portes avec une nouvelle exposition. Il y retrace l’histoire et la culture des juifs de Francfort depuis les temps modernes jusqu’à l’émancipation des juifs. Le Musée de la Judengasse jouxte un mémorial pour les Juifs de Francfort assassinés sous le régime national-socialiste ainsi que le deuxième plus grand cimetière juif d’Allemagne.